# Třída Marshal Ney
Třída Marshal Ney byla třída monitorů britského královského námořnictva z období první světové války. Postaveny byly dvě jednotky této třídy. Obě válku přečkaly, později byly přeřazeny k pomocným úkolům. Sešrotovány byly v letech 1957 (Ney) a 1947 (Soult).

## Stavba
Celkem byly britskou loděnicí Palmers v Jarrow postaveny dvě jednotky této třídy. Do služby vstoupily v roce 1915. Vyzbrojeny byly děly původně vyrobenými pro bitevní loď HMS Ramillies (07).
Jednotky třídy Marshal Ney:
| Jméno                                            | Loděnice | Založení kýlu | Spuštěna        | Vstup do služby | Status                                                                                             |
| ------------------------------------------------ | -------- | ------------- | --------------- | --------------- | -------------------------------------------------------------------------------------------------- |
| HMS Marshal Ney (M 13, Vivid, Drake, Alaunia II) | Palmers  | 1915          | 17. června 1915 | srpen 1915      | Od roku 1920 depotní loď, roku 1957 sešrotován.                                                    |
| HMS Marshal Soult (M 14)                         | Palmers  | 1915          | 24. srpna 1915  | listopad 1915   | Od roku 1940 depotní loď, dělová věž přenesena na monitor HMS Roberts (F40), roku 1947 sešrotován. |

## Konstrukce

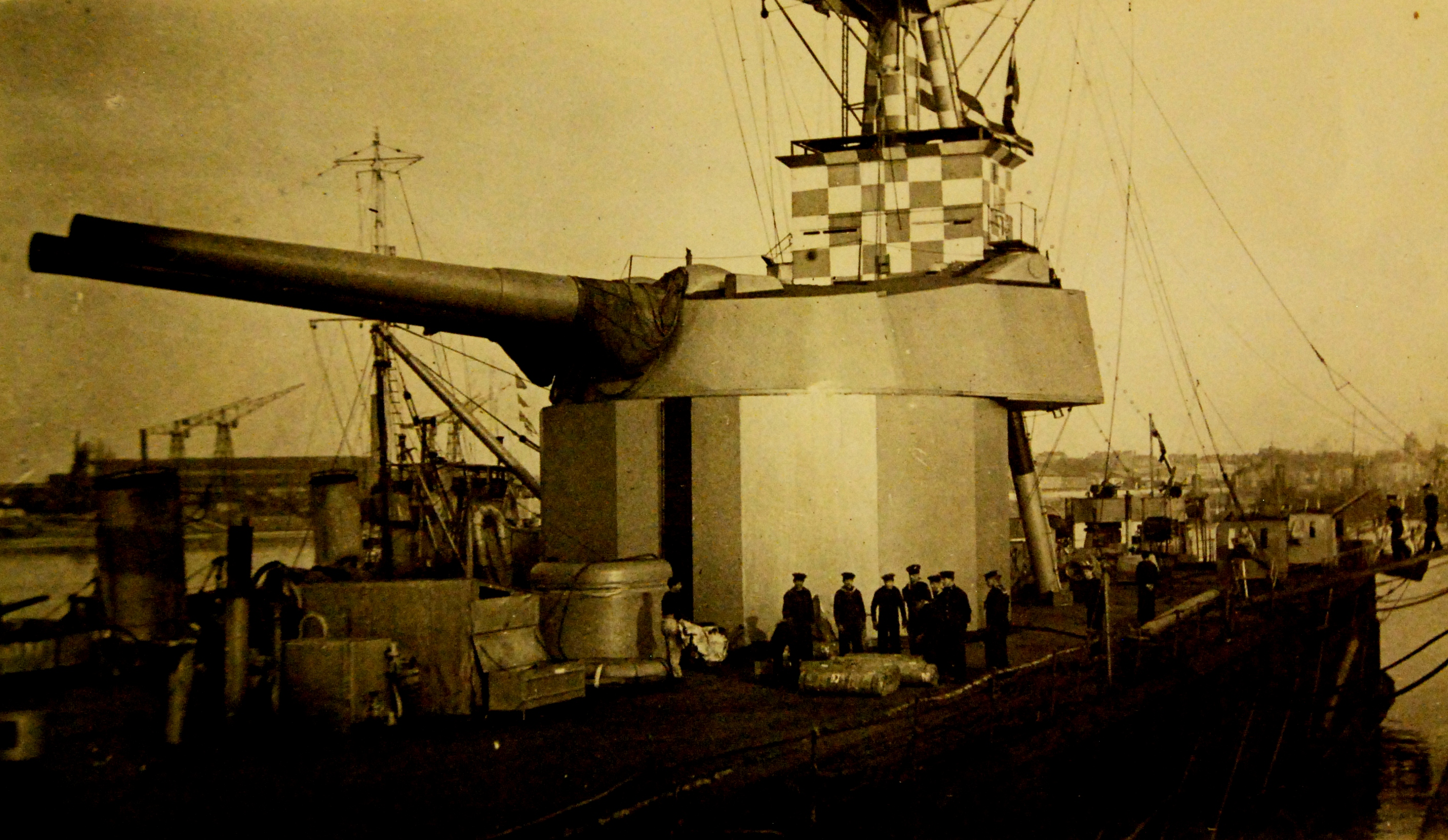
HMS Marshal Soult

Monitory byly dokončeny se silnou dělostřeleckou výzbrojí, jejímž jádrem byly dva kanóny 381 mm BL Mk I umístěné v mohutné dvoudělové věži na přídi. Doplňovaly je dva 76mm kanóny a jeden 57mm kanón. Během služby se složení výzbroje měnilo. Pohonný systém byl na tak velká plavidla příliš slabý. Tvořily jej dva diesely (Marshal Ney MAN, Marshal Soult Vickers) o výkonu 1500 hp, pohánějící dva lodní šrouby. Nejvyšší rychlost dosahovala 6 uzlů. Dosah byl 1500 námořních mil při rychlosti 4 uzly.

### Modifikace

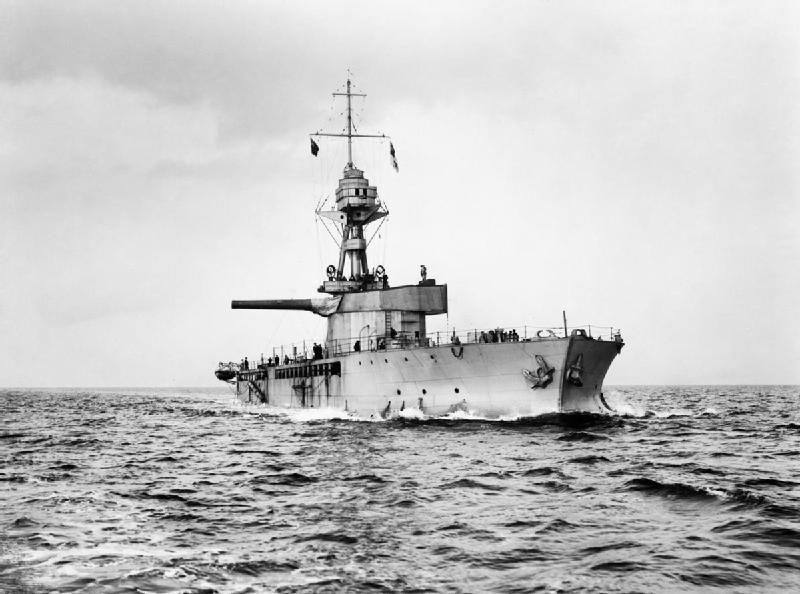
HMS Marshal Ney

Dělová věž monitoru Marshal Ney byla roku 1916 demontována a přenesena na nový monitor HMS Erebus (I02). Nahradil ji jeden 234mm kanón a čtyři 152mm kanóny.